# Кольчинская, Камилла Александровна
Камилла Александровна Кольчинская (англ. Camilla Kolchinsky; 25 декабря 1937, Москва — 16 февраля 2016, Маунтин-Вью, Калифорния, США) — советский и американский дирижёр.

## Биография
Родилась в Москве 25 декабря 1937 года, в семье с еврейскими корнями. С 6 лет училась скрипке у Елизаветы Гнесиной. В 1951 году окончила Центральную музыкальную школу при Московской консерватории. В 1958 году окончила оркестровый факультет (по специальности «первая скрипка») и теоретико-композиторский факультет Московской консерватории. Во время учёбы она увлеклась дирижированием, на что повлиял фильм 1949 года «Прелюдия славы» о вундеркинде Роберто Бенци, снятый Жоржем Лакомбом.
Попытка поступить на дирижёрский факультет Московской консерватории не удалась: там царили убеждения, что женщинам не следует быть дирижёрами.
В 1958—1959 годы работала в группе первых скрипок симфонического оркестра Днепропетровской филармонии, затем — дирижёром студенческого оркестра Днепропетровского музыкального училища. Поступить на дирижёрское отделение удалось в Ленинградскую консерваторию, в класс к Илье Мусину, у которого также, среди прочих, учились Юрий Темирканов, Валерий Гергиев и Василий Синайский.
С 1960 года в концертах дирижировала студенческим cимфоническим оркестром Ленинградской консерватории и симфоническим оркестром оперной студии — с последним также дирижировала операми «Фауст» Ш. Гуно, «Русалка» А. С. Даргомыжского, «Кармен» Ж. Бизе и др., в 1963 году гастролировала в Новгороде и Петрозаводске. В 1963 году посетила мастер-классы И. Б. Маркевича (в Москве), позднее — Герберта фон Караяна (в Ленинграде).
В 1964 году окончила (заочно) дирижёрский факультет Ленинградской консерватории. Осенью того же года по конкурсу принята на должность ассистента дирижёра Большого театра Союза ССР; годовую стажировку закончила концертами во Дворце Съездов, а также оперой «Вертер» Ж.Массне и балетом «Цветик-Семицветик» Е. П. Крылатова.
В 1965 году по конкурсу заняла вакантную должность дирижёра cимфонического оркестра Ярославской государственной филармонии. Расширила репертуар (более 70 симфонических произведений, около 100 аккомпанементов), гастролировала с оркестром в городах Советского Союза. С оркестром выступали Эмиль Гилельс, Белла Давидович, Леонид Коган, Мстислав Ростропович, Галина Вишневская, Гидон Кремер, Наталья Гутман, Йозеф Паленичек.
В конце 1972 года вернулась в Москву. В 1973—1975 годы руководила симфоническими оркестрами Центрального Дома учёных и Дома учителя. Кроме того, выступала в абонементных симфонических концертах Московской государственной и областной филармонии, в Большом зале консерватории, в Концертном зале имени П. И. Чайковского, Кремлёвском дворце съездов; в 1967—1973 годы дала 11 концертов только с Государственным академическим симфоническим оркестром СССР.

## Творчество Камиллы Кольчинской в Израиле и Европе
Весной 1976 года эмигрировала в Израиль. В этом же году, успешно пройдя прослушивание у Зубина Меты, главного дирижёра Израильского филармонического оркестра, была приглашена дирижировать этим оркестром. В том же году, будучи вторым дирижёром Хайфского симфонического оркестра, начала регулярно выступать и с другими оркестрами Израиля: Иерусалимским симфоническим, Израильским камерным, руководимым Рудольфом Баршаем, симфоническими оркестрами Беэр-Шевы, Натании и др.
В 1977 году организовала в Петах-Тикве камерный оркестр, который под её руководством начал регулярную концертную деятельность. Выступала также с известными солистами такими, как Ида Гендель, Гари Карр и другие.
В 1978 году участвовала в мастер-классах композитора и дирижёра Леонарда Бернстайна в Тангливуде (штат Массачусетс, США). Гастролировала в Австрии, Бельгии, Швеции, Германии.
В 1981 году жила в Норвегии.была приглашена дирижировать симфоническим оркестром радио города Ставангера и филармоническим оркестром Осло, а также на работу дирижёром в музыкальный департамент Университета Осло.
В 1982 году она была приглашена на место дирижёра в камерный оркестр Осло и в духовые симфонические оркестры города Драммена и Колботн, очень популярные в Скандинавии.
Во время работы в Норвегии Камилла Кольчинская выступает в Европе с Филармоническим оркестром Брюссельского радио и телевидения в Льеже с Филармоническим оркестром, cимфоническим оркестром Шведcкого радио в Стокгольме. В Гамбурге (Германия), она дирижировала симфоническим оркестром Северо-Германского радио, а также выступала со знаменитым солистом Владимиром Ашкенази в Брюсселе с Бельгийским национальным симфоническим оркестром и с Лондонским симфоническим оркестром.
В период работы в Европе с 1981-89 гг. и далее в 90-х годах Камилла Кольчинская становится гостевым дирижёром в различных оркестрах, включая молодёжные оркестры. Так, в 1983 году её приглашают на семинары и концерты в школу музыки в Стокгольме, (Швеция), а также в Международную Академию музыки И. Менухина в Гштаде (Швейцария).
Как гостевой дирижёр она проводит семинары в Датской королевской консерватории и выступает там с камерным оркестром.
В 1985 году Камилла принимает приглашение в Академию музыки Лундского университета в Мальмё (Швеция). Она гостевой дирижёр в летних и зимних семинарах и концертах студенческих симфонических и камерных оркестров в Осло (Норвегия), а также, участник и член жюри на международных конкурсах симфонических духовых оркестров.
В 1988 году Камилла Кольчинская дирижирует несколько концертов с норвежским симфоническим оркестром, исполняя произведения женщин-композиторов Скандинавии на Северном Форуме в Осло — Nordic Forum 88.

## Творчество Камиллы Кольчинской в Америке
В 1989 году переехала в США. Продолжала работать музыкальным директором профессиональных и университетских симфонических оркестров. Она также преподаёт в консерваториях, в музыкальных школах, в университетах. Камилла Кольчинская работает со струнными, духовыми, ударными группами, добиваясь лучших результатов от музыкантов. Она также работает с хорами, солистами и балетными танцовщиками. Камилла как профессиональная скрипачка даёт уроки скрипки, альта, дирижирует и играет в камерных ансамблях.
В 1989—1991 года. Камилла Кольчинская является основателем и дирижёром камерного оркестра, а также педагогом-инструктором по скрипке и теории музыки в Академии струнных инструментов в Мауа (штат Нью-Джерси, США). В эти годы она является вторым дирижёром симфонического оркестра в Тенафлай (штат Нью-Джерси, США), музыкальным директором и главным дирижёром Метрополитен симфонического оркестра в Уэст-Ориндже (штат Нью-Джерси, США). Камилла — гостевой дирижёр на летнем фестивале струнных ансамблей в Стимбот-Спринг (штат Колорадо, США).
В начале 1991 года Камилла Кольчинская стала гостевым дирижёром женского Австрийского камерного оркестра в Вене. В память о Леонарде Бернстайне была исполнена его великолепная «Серенада» с солисткой — замечательной скрипачкой Ниной Бейлиной, ученицей Давида Ойстраха, в Шубертовском зале Вены. В 1991—1993 годах Камилла Кольчинская выиграла конкурс на место директора и дирижёра симфонического оркестра и оперы в музыкальном департаменте университета Санта-Барбары (штат Калифорния, (США). Администрация университета заключила с ней контракт на два года. За это время она увеличила состав cимфонического oркестра с двадцати четырёх до восьмидесяти пяти человек, расширила репертуар, доведя до десяти выступлений оркестра в год.
Она стала приглашать в качестве солистов лучших студентов и преподавателей, а также известных в США музыкантов. Возродила оперу, поставив за два года действия контракта 4 оперных спектакля: «Летучую мышь» Штрауса, «Так поступают все женщины» Моцарта, «Травиату» Верди, «Кармен» Бизе (в концертном исполнении).
В 1994—2014 годы — главный дирижёр и музыкальный директор молодёжного симфонического оркестра El Camino Youth Symphony в Пало-Алто (Калифорния), в котором дополнительно создала три коллектива — духовой и 2 подготовительных; дирижировала оркестрами «Старшая симфония», «Sinfonietta Orchestra» и «Galbraith Honor Strings». С 2003 года по её инициативе один раз в два года проводится международный тур «Старшей симфонии». В 2011 году оркестром создан Стипендиальный фонд Колчинской, имеющий целью поддержку студентов «Старшей симфонии» в международном туре. Почётный директор оркестра El Camino Youth Symphony.
Давала мастер-классы на фестивале Tanglewood, организованном Бостонским оркестром. Была постоянным приглашённым дирижёром Венского камерного оркестра.

### Семья
Отец — Александр Ильич Кольчинский, большевик, инженер, был учёным секретарем у академика Г. М. Кржижановского. Мать — Раиса Леопольдовна Кольчинская, медсестра.
Сестра — Татьяна.
Жила с мужем в Маунтин-Вью (Калифорния).

## В искусстве
В 1970 году Ленинградская студия документальных фильмов по заказу Комитета советских женщин сняла фильм о К. А. Кольчинской «Женщина редкой профессии» (режиссёр И. Герштейн), который демонстрировался на экранах Советского Союза по Центральному телевидению и за рубежом.
В 1987 году шведская киностудия «Хагафильм» (Hagafilm) сняла документальный фильм «Дирижёры» (режиссёр Кристина Улофсон) о шести женщинах-дирижёрах: Джоанн Фалетта, Виктории Бонд, Керстин Нербе, Ортруд Манн, Веронике Дударовой и Камилле Кольчинской.

## Цитаты и отзывы
Когда я дирижирую, я не женщина. Я не думаю о том, что я собираюсь сделать позже, или кто приедет на ужин. Я думаю о конструкции музыки, и как открыть такую красоту для человеческой души. Когда я вижу, что люди уходят [после концерта] с сияющими глазами, я счастлива.
Оригинальный текст (англ.)When I conduct, I am not a woman. I am not thinking about what I am going to do later, or who is coming for dinner. I think about the construction of the music, and how to open such beauty for the human soul. When I see people leaving with their eyes shining, then I am happy.

Она имеет огромное влияние, реальную силу воздействия и настоящую музыкальность…— Леонард Бернстайн (цит. по:)

Камилла Кольчинская не только обладает замечательной техникой, как дирижёр, но использует её, обнаруживая большой музыкальный талант.— Мстислав Ростропович (цит. по:)

## Награды и признание
- Диплом и Почётная грамота II Всесоюзного конкурса молодых дирижёров (1967)[1].
- Диплом и Медаль имени Сметаны — за исполнение современной чешской музыки (Прага, 1975).

## Адреса
- Москва, ул. Вахтангова[13].